# Коппелл (Техас)
Коппелл (англ. Coppell) — місто (англ. city) в США, в округах Даллас і Дентон штату Техас. Населення — 42 983 особи (2020).

## Географія
Коппелл розташований за координатами 32°57′48″ пн. ш. 96°59′26″ зх. д. / 32.96333° пн. ш. 96.99056° зх. д. (32.963306, -96.990556).  За даними Бюро перепису населення США в 2010 році місто мало площу 38,04 км², з яких 37,28 км² — суходіл та 0,76 км² — водойми.

## Демографія
Згідно з переписом 2010 року, у місті мешкало 38 659 осіб у 13 806 домогосподарствах у складі 10 745 родин. Густота населення становила 1016 осіб/км².  Було 14343 помешкання (377/км²).
Расовий склад населення:
| - 73,8 % — білих - 15,9 % — азіатів - 4,5 % — чорних або афроамериканців - 0,4 % — корінних американців - 0,1 % — вихідців з тихоокеанських островів - 2,8 % — осіб інших рас |

До двох чи більше рас належало 2,6 %. Частка іспаномовних становила 11,3 % від усіх жителів.
За віковим діапазоном населення розподілялося таким чином: 30,4 % — особи молодші 18 років, 64,3 % — особи у віці 18—64 років, 5,3 % — особи у віці 65 років та старші. Медіана віку мешканця становила 37,7 року. На 100 осіб жіночої статі у місті припадало 96,4 чоловіків;  на 100 жінок у віці від 18 років та старших — 91,6 чоловіків також старших 18 років.
Середній дохід на одне домашнє господарство  становив 136 318 доларів США (медіана — 111 817), а середній дохід на одну сім'ю — 153 170 доларів (медіана — 129 432). Медіана доходів становила 87 276 доларів для чоловіків та 61 044 долари для жінок. За межею бідності перебувало 4,8 % осіб, у тому числі 6,4 % дітей у віці до 18 років та 2,2 % осіб у віці 65 років та старших.
Цивільне працевлаштоване населення становило 21 552 особи. Основні галузі зайнятості: освіта, охорона здоров'я та соціальна допомога — 19,5 %, науковці, спеціалісти, менеджери — 18,7 %, фінанси, страхування та нерухомість — 11,5 %, виробництво — 10,9 %.